# Чон Джеок
У цьому корейському імені прізвище (Чон) стоїть перед особовим ім'ям.
Чон Джеок (кор. 전제억, 全濟億, Jeon Je-eok, Jun Je-uk, 21 грудня 1987) — корейський біатлоніст, учасник чемпіонатів світу з біатлону та кубка світу.

## Кар'єра в Кубку світу
- Дебют в кубку світу — 16 грудня 2006 року в спринті в Гохфільцині — 92 місце.

За всі роки виступів Чона в Кубках світу його найкращим особистим результатом, поки що, є  84 місце , яке він здобув в індивідуальній гонці на етапі Кубка світу Поклюці  в сезоні 2010-2011.

## Виступи на чемпіонатах світу
| Рік  | Міце проведення | Інд | Спр | Пр | МС | Ест | ЗМ |
| 2009 | Пхьончхан       | 98  | 113 |    |    | 23  | 19 |
| 2011 | Ханти-Мансійськ | 88  | 103 |    |    | 24  | 26 |

## Статистика стрільби
| № п/п | Сезон     | Загальна       | Індивідуальна гонка | Спринт        | Гонка переслідування | Мас-старт  | Естафета      |
| ----- | --------- | -------------- | ------------------- | ------------- | -------------------- | ---------- | ------------- |
| 1     | 2006-2007 | 72,6% (77/106) | 67,5% (27/40)       | 75,0% (30/40) | 0,0% (0/0)           | 0,0% (0/0) | 76,9% (20/26) |
| 2     | 2008-2009 | 62,8% (76/121) | 62,5% (25/40)       | 60,0% (24/40) | 0,0% (0/0)           | 0,0% (0/0) | 65,9% (27/41) |
| 3     | 2009-2010 | 66,7% (80/120) | 60,0% (36/60)       | 73,3% (44/60) | 0,0% (0/0)           | 0,0% (0/0) | 0,0% (0/0)    |
| 4     | 2010-2011 | 73,5% (83/113) | 78,3% (47/60)       | 65,0% (26/40) | 0,0% (0/0)           | 0,0% (0/0) | 76,9% (10/13) |

## Статистика
У таблиці наведено статистику виступів біатлоніста в Кубку світу.
- Місця 1–3: кількість подіумів
- Чільна 10: кількість фінішів у першій десятці
- В очках: кількість виступів, на яких біатлоніст здобував очки
- Старти: кількість стартів
- Естафета: включно зі змішаною

| Місця                              | Індивід. | Спринт | Персьют | Мас-старт | Естафета | Разом |
| ---------------------------------- | -------- | ------ | ------- | --------- | -------- | ----- |
| 1                                  |          |        |         |           |          |       |
| 2                                  |          |        |         |           |          |       |
| 3                                  |          |        |         |           |          |       |
| Чільна 10                          |          |        |         |           |          |       |
| В очках                            |          |        |         |           |          |       |
| Стартів                            | 10       | 18     |         |           | 9        | 37    |
| Станом на: кінець сезону 2010/2011 |          |        |         |           |          |       |

## Виноски
1. ↑  В дужках наведена кількість влучних пострілів та загальна кількість пострілів. В статистиці стрільби рахуються постріли, які здійснив біатлоніст на етапах кубка світу та чемпіонаті світу